# آگوستین دلگادو
آگوستین دلگادو (انگلیسی: Agustín Delgado؛ زاده ۲۳ دسامبر ۱۹۷۴) یک بازیکن فوتبال اهل اکوادور است.
وی همچنین در تیم ملی فوتبال اکوادور بازی کرده‌است.